# Ференци, Янош
Я́нош Фе́ренци (венг. Ferenczi János; род. 3 апреля 1991, Дебрецен) — венгерский футболист, полузащитник клуба «Дебрецен» и сборной Венгрии.

## Клубная карьера
Ференци — воспитанник клуба «Дебрецен». 15 июля 2011 года в матче против «Вашаша» он дебютировал в чемпионате Венгрии. 28 июля 2013 года в поединке против «Капошвар» Янош забил дебютный гол за клуб.

## Международная карьера
5 сентября 2019 года в товарищеском матче против Черногории Ференци дебютировал в национальной сборной Венгрии, выйдя на замену вместо Михай Корхута.

## Достижения
Клубные
 «Дебрецен»
- Обладатель Кубка Венгрии —2012/2013, 2011/2012